# Balkáni szegfű

## Származása, elterjedése
Albánia, Macedónia hegyvidékén, köves lejtőkön.

## Leírás
A balkáni szegfű (Dianthus scardicus) lassan növekvő évelő, 5–10 cm átmérőjű tömött, párnácska alakú gyepekben növő szegfűféle. Levélzete örökzöld, levelei kékeszöld színűek, 2–3 mm szélesek lándzsa alakúak, egymás felé fordulók. Virágai, 10-20 centiméterre kinyúló  külön szárakon álló magányos rózsaszín virágok. Jellemzően júniustól augusztusig virágzik. Kedvelik a jó vízlevezetésű, kevéssé nedves, napsütötte köves lejtőket. Jól tűri a fagyokat akár -23 °C-ig. Az alpesi kertek kedvelt növénye.